# Мендоцит
Мендоцит (рос. мендоцит; англ. mendozite; нім. Mendozit m) — мінерал, водний сульфат натрію і алюмінію острівної будови.

## Загальний опис
Хімічна формула: NaAl[SO4]2•11H2O.
Містить (%): Na2O — 6,76; Al2O3 — 11,23; SO3 — 34,90; H2O — 47,11.
Сингонія моноклінна.
Призматичний вид.
Утворює волокнисті агрегати, кірки.
Штучні кристали призматичні і псевдоромбічні.
Спайність ясна.
Густина 1,7-1,9.
Твердість 2,5-3,5.
Білий, безбарвний, прозорий.
Блиск шовковистий.
На повітрі стає білим і мутним.
Рідкісний. Знахідки: Кетена і Чукікамата (Чилі), Мендоса (Аргентина).
За назвою родовища Мендоса (J.D.Dana, 1868).